# Le Plessis (Manche)
Pour les articles homonymes, voir Le Plessis.
Pour un article plus général, voir Le Plessis-Lastelle.
Le Plessis est une ancienne commune française de la Manche.

## Toponymie
L'ancien français plessis désigne généralement un enclos formé de branches entrelacées, pouvant servir de protection.

## Histoire
En 1964, Le Plessis fusionne avec Lastelle, formant ainsi la commune du Plessis-Lastelle.

## Lieux et monuments

### Église Saint-Sébastien du Plessis
L'église primitive, sous le vocable de saint Quirin, trop vétuste et trop excentrée se situait au lieu-dit la Butte avant d'être déplacée vers le centre du bourg. La nouvelle église, terminée en 1853-1854, et reconstruite en 1958 après sa destruction durant l'été 1944, abrite une Vierge à l'Enfant du XIVe ou du XVe classée à titre d'objet aux monuments historiques. À son chevet se dresse un if notable.

### Motte du Plessis-Lastelle
Vestiges du château à motte du Plessis, aménagé en point d'observation des marais[style à revoir].